# Правильный 9-симплекс
| Правильный 9-симплекс | Правильный 9-симплекс           |
| --------------------- | ------------------------------- |
|                       |                                 |
| Тип                   | Правильный девятимерный политоп |
| Символ Шлефли         | {3,3,3,3,3,3,3,3}               |
| 8-мерных ячеек        | 10                              |
| 7-мерных ячеек        | 45                              |
| 6-мерных ячеек        | 120                             |
| 5-мерных ячеек        | 210                             |
| 4-мерных ячеек        | 252                             |
| Ячеек                 | 210                             |
| Граней                | 120                             |
| Рёбер                 | 45                              |
| Вершин                | 10                              |
| Вершинная фигура      | Правильный 8-симплекс           |
| Двойственный политоп  | Он же (самодвойственный)        |

Правильный 9-симплекс, или декаиоттон, или дека-9-топ — правильный самодвойственный девятимерный политоп. Имеет 10 вершин, 45 рёбер, 120 граней, имеющих форму правильного треугольника, 210 правильнотетраэдрических ячеек, 252 пятиячейниковых 4-ячейки, 210 5-ячеек, имеющих форму правильного 5-симплекса, 120 6-ячеек, имеющих форму правильного 6-симплекса, 45 7-ячеек, имеющих форму правильного 7-симплекса и 10 8-ячеек, имеющих форму правильного 8-симплекса. Его двугранный угол равен arccos(1/9), то есть примерно 83,62°.

## Координаты
Правильный 9-сипмлекс можно разместить в Декартовой системе координат следующим образом (длина ребра тела равна 2 и центр приходится на начало координат):
{\displaystyle \left({\sqrt {1/45}},\ 1/6,\ {\sqrt {1/28}},\ {\sqrt {1/21}},\ {\sqrt {1/15}},\ {\sqrt {1/10}},\ {\sqrt {1/6}},\ {\sqrt {1/3}},\ \pm 1\right)}
{\displaystyle \left({\sqrt {1/45}},\ 1/6,\ {\sqrt {1/28}},\ {\sqrt {1/21}},\ {\sqrt {1/15}},\ {\sqrt {1/10}},\ {\sqrt {1/6}},\ -2{\sqrt {1/3}},\ 0\right)}
{\displaystyle \left({\sqrt {1/45}},\ 1/6,\ {\sqrt {1/28}},\ {\sqrt {1/21}},\ {\sqrt {1/15}},\ {\sqrt {1/10}},\ -{\sqrt {3/2}},\ 0,\ 0\right)}
{\displaystyle \left({\sqrt {1/45}},\ 1/6,\ {\sqrt {1/28}},\ {\sqrt {1/21}},\ {\sqrt {1/15}},\ -2{\sqrt {2/5}},\ 0,\ 0,\ 0\right)}
{\displaystyle \left({\sqrt {1/45}},\ 1/6,\ {\sqrt {1/28}},\ {\sqrt {1/21}},\ -{\sqrt {5/3}},\ 0,\ 0,\ 0,\ 0\right)}
{\displaystyle \left({\sqrt {1/45}},\ 1/6,\ {\sqrt {1/28}},\ -{\sqrt {12/7}},\ 0,\ 0,\ 0,\ 0,\ 0\right)}
{\displaystyle \left({\sqrt {1/45}},\ 1/6,\ -{\sqrt {7/4}},\ 0,\ 0,\ 0,\ 0,\ 0,\ 0\right)}
{\displaystyle \left({\sqrt {1/45}},\ -4/3,\ 0,\ 0,\ 0,\ 0,\ 0,\ 0,\ 0\right)}
{\displaystyle \left(-3{\sqrt {1/5}},\ 0,\ 0,\ 0,\ 0,\ 0,\ 0,\ 0,\ 0\right)}